# Cornel Penu
Cornel Penu (ur. 16 czerwca 1946 w Gałaczu) – rumuński piłkarz ręczny, medalista olimpijski.
Był bramkarzem. Dwukrotny uczestnik letnich igrzysk olimpijskich. Na igrzyskach w Monachium zagrał w sześciu spotkaniach, zdobywając brązowy medal olimpijski. Cztery lata później zagrał w pięciu meczach, tym razem zdobył srebro. 
W kadrze narodowej debiutował w 1965 roku. W 1967 zdobył brązowy medal mistrzostw świata w Szwecji, w 1970 i 1974 mistrz świata. Był w kadrze na mistrzostwach świata w 1978 roku, na których Rumuni zajęli siódme miejsce.
W seniorskiej reprezentacji zagrał 266 spotkań, strzelając trzy bramki. Wliczając spotkania we wszystkich kadrach Rumunii, reprezentował swój kraj w 282 spotkaniach (trzy bramki).